# Ed King
Edward Calhoun „Ed” King (ur. 14 września 1949 w Glendale, zm. 22 sierpnia 2018 w Nashville) – amerykański muzyk rockowy, gitarzysta. Członek psychodelicznego zespołu Strawberry Alarm Clock i southern-rockowego Lynyrd Skynyrd.